# Чуйкевич Федір Олександрович
Фе́дір Олекса́ндрович Чуйке́вич (нар. Полтава ? — 1684 — пом. 1760) — правник Гетьманщини, автор збірника «Суд і Розправа».

## Біографія
Народився у родині полтавського полкового писаря Олександра Чуйкевича. Освіту здобув в КМА. Службу розпочав 1704-го року. Станом на 1717-й писар ГВК, сотник, від 1721-го бунчуковий товариш.
Протягом 1750-58 провів приватну кодифікацію права і упорядкував збірник під назвою «Суд і розправа». Чуйкевич пропонував усунути деякі хиби в судовому процесі і відновити шляхетські суди, передбачувані за Литовським Статутом.
Мав шинок та значні майнові суперечки у Кролевецькій сотні. 1752-го, згідно з універсалом Розумовського, отримав значну частку (30 дворів) у Воронежі.